# Beta Muscae
Beta Muscae (β Muscae, β Mus) é uma estrela binária na constelação de Musca. Com uma magnitude aparente combinada de 3,07, é a segunda estrela mais brilhante (ou sistema estelar) na constelação. De acordo com seu paralaxe de 9,55 milissegundos de arco, está localizada a uma distância de cerca de 340 anos-luz (105 parsecs) da Terra.
Esse sistema binário tem um período de cerca de 194 anos e uma excentricidade orbital de 0,6. Em 2007, as duas estrelas estavam separadas por 1,206 segundos de arco a um ângulo de posição de 35°. Ambos os componentes são estrelas da sequência principal de tamanho e aparência similar. O componente primário, β Muscae A, tem uma magnitude aparente de 3,51, uma classificação estelar de B2V, e cerca de 7,35 vezes a massa do Sol. O componente secundário, β Muscae B, tem uma magnitude aparente de 4,01, uma classificação estelar de B3V, e cerca de 6,40 vezes a massa solar.
Beta Muscae é um membro confirmado da Associação Scorpius-Centaurus, um grupo de estrelas com idade, localização e trajetórias pelo espaço similares. É considerado um sistema estelar fugitivo visto que tem uma alta velocidade peculiar de 43,9 km/s em relação à rotação normal da galáxia. Estrelas fugitivas podem ser produzidas de diversas maneiras, como através de um encontro com outro sistema estelar binário. Sistemas binários formam uma fração relativamente pequena da população total de estrelas fugitivas.